# Diachasmimorpha suggestiva
Diachasmimorpha suggestiva är en stekelart som först beskrevs av Fischer 1971.  Diachasmimorpha suggestiva ingår i släktet Diachasmimorpha och familjen bracksteklar. Inga underarter finns listade i Catalogue of Life.